# Paul Wibbeking
Paul Wibbeking (* ca. 1508 in Lübeck; † 11. September 1568 ebenda) war ein deutscher Ratsherr und Bürgermeister der Hansestadt Lübeck.

## Leben
Paul Wibbeking war Sohn des Lübecker Ratsherrn Konrad Wibbeking. Er wurde 1544 in Lübeck zum Ratsherrn erwählt und vertrat die Stadt Lübeck bei den Hansetagen zwischen 1556 und 1559. Von 1559 bis 1560 war er als Kämmereiherr tätig. 1560 wurde Paul Wibbeking zum Lübecker Bürgermeister bestimmt, konnte aber bereits im Folgejahr 1561 seinen Amtspflichten wegen Gebrechlichkeit nicht mehr nachkommen und schied noch 1560 auf seinen Wunsch aus dem Rat aus. Er erhielt nach seinem Tode ein gemaltes Epitaph mit seinem Bildnis und seinem Wappen in der Lübecker Marienkirche, welches im Jahr 1800 beseitigt wurde.
Wibbeking war zweimal verheiratet. Sein Sohn Joachim Wibbeking wurde 1578 ebenfalls Lübecker Ratsherr. Die Ratsherren Johann Kerkring und Hermann Warmboeke waren seine Schwiegersöhne.